# 부가물 맥주

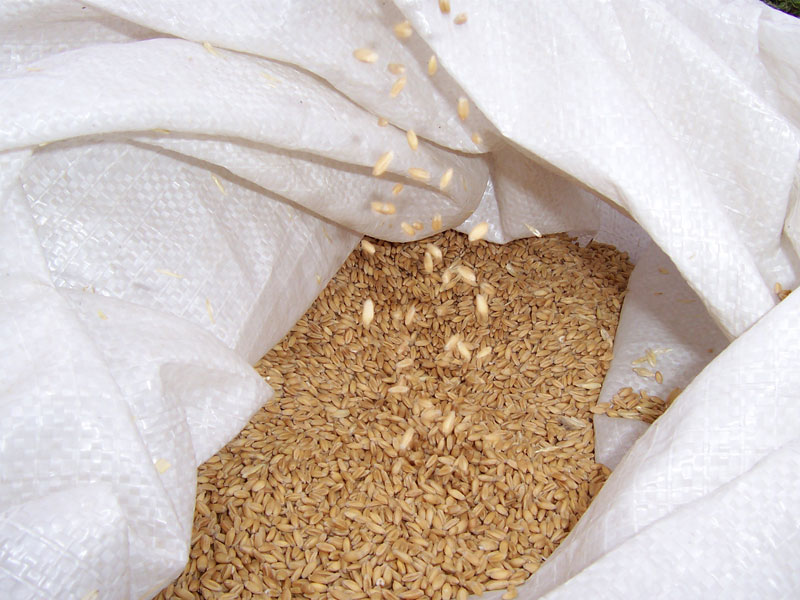
대표적인 맥주 부가물인 밀.

부가물 맥주(附加物 麥酒, adjunct beer)는 맥주를 만들 때 기본 재료(즉 맥아 보리) 외에 싹트지 않은 곡물(옥수수, 쌀, 호밀, 귀리, 보리, 밀 등)을 첨가해 만드는 맥주이다. 일반적으로 이런 부가물 첨가는 생산비 절감을 위해 이루어지지만, 특정 향미를 위해 의도적으로 부가물을 첨가하기도 한다(밀맥주 등).

## 같이 보기
- 스타일 (맥주)
- 양조
- 그루트 (맥주)